# رويس دي أبلغيت
رويس دي أبلغيت (بالإنجليزية: Royce D. Applegate)‏ مواليد 25 ديسمبر 1939 في ميدويست سيتي، أوكلاهوما، الولايات المتحدة - الوفاة 1 يناير 2003 في هوليوود هيلز، لوس أنجلوس، كاليفورنيا، الولايات المتحدة، هو ممثل وكاتب سيناريو أمريكي بدأ مسيرته الفنية سنة 1969.

## الأعمال
- سيبيسكيت
- جاغ
- سي اس آي: التحقيق في موقع الجريمة
- يا أخي، أين أنت؟
- ذا دوكس اوف هازرد
- ديفرنت ستروكس

## روابط خارجية
- رويس دي أبلغيت على موقع IMDb (الإنجليزية)
- رويس دي أبلغيت على موقع ألو سيني (الفرنسية)
- رويس دي أبلغيت على موقع أول موفي (الإنجليزية)
- رويس دي أبلغيت على موقع قاعدة بيانات الأفلام السويدية (السويدية)
- رويس دي أبلغيت على موقع قاعدة بيانات الفيلم (الإنجليزية)
- رويس دي أبلغيت على موقع كينوبويسك (الروسية)